# Marters
De marters (Martes) zijn een geslacht van slanke roofdieren uit de familie van de marterachtigen (Mustelidae). Er zijn acht soorten in twee ondergeslachten. Twee soorten, de boommarter en de steenmarter, komen in de Benelux voor.

## Kenmerken
Marters zijn slanke, middelgrote omnivoren met een voorkeur voor vlees. Ze hebben een lange borstelstaart en over het algemeen een dichte, bruine vacht, waarbij veel soorten ook een witte of gele keelvlek hebben. De poten en staart zijn donkerder van kleur. De vacht wordt door pelsjagers als waardevol beschouwd en er is daarom op enkele soorten (bijvoorbeeld de sabelmarter) veelvuldig gejaagd.
Marters uit het ondergeslacht Martes worden 30 tot 55 centimeter lang en 500 tot 2000 gram zwaar. De vismarter wordt daarentegen tot 75 centimeter lang en tot 5 kilogram zwaar. Mannetjes worden veel groter dan vrouwtjes.

## Levenswijze en habitat
Marters zijn solitair en polygaam. Ze leven in de loof- en naaldwouden van Europa, Azië (tot Japan en Borneo) en Noord-Amerika. Het zijn goede klimmers die met gemak van tak naar tak springen. 
Door hun gewoonte om warme en droge plekken op te zoeken en op zachte materialen te knagen, veroorzaken marters soms schade aan zachte plastic en rubberen onderdelen in geparkeerde auto's, wat heeft geleid tot het aanbieden van elektronische "marterverschrikkers" en verzekeringsdekking voor marterschade.

## Voedsel
Marters leven voornamelijk van kleine zoogdieren en vogels, maar ze eten ook vruchten, insecten en zelfs vissen. Sommige soorten vangen een belangrijk deel van hun voedsel (bijvoorbeeld eekhoorns) in bomen. Alle soorten kennen een verlengde draagtijd.

## Soorten
Er worden 8 soorten in het geslacht geplaatst:
- Geslacht Martes (Marters)
  - Ondergeslacht Martes
    - Martes americana – Amerikaanse marter
    - Martes caurina
    - Martes foina – Steenmarter
    - Martes martes – Boommarter
    - Martes melampus – Japanse marter
    - Martes zibellina – Sabelmarter

  - Ondergeslacht Charronia (Bonte marters)
    - Martes flavigula – Maleise bonte marter
    - Martes gwatkinsii – Nilgirimarter